# 祖尔基弗利
祖尔基弗利（Zulkifli、Dzulkefly或Zulkifly），另译“朱基夫里”、“朱吉里”、“朱吉利”、“祖基菲里”等，是一个流行于马来西亚、新加坡和印度尼西亚穆斯林的名字。该名字源于伊斯蘭教的先知助勒基福勒（阿拉伯语：‎）。著名人物包括：
- 朱基菲里诺丁：马来西亚政治人物，曾为吉打州前居林-万拉峇鲁国会议员。
- 祖基菲里阿末：马来西亚政治人物，马来西亚第23届内阁成员。

|  | 本页或本分段罗列了有着姓氏和名字的人物，如果是一个内链将您引导到本页，您可能愿意通过点击对应的链接到达想要的条目。 |